# Eu Sou um Gato
Eu Sou um Gato Wagahai wa neko de aru (吾輩は猫である) é um romance satírico do escritor japonês Natsume Sōseki , escrito em 1905 e publicado no Brasil em 2008, pela editora Estação Liberdade. A história do livro faz uma crítica à sociedade japonesa durante a Era Meiji (1868-1912), à desconfortável mistura entre cultura ocidental e tradições japonesas e à imitação de costumes ocidentais.
A obra está dividida em 11 capítulos e é narrada em primeira pessoa por um gato sem-nome, que compartilha com o leitor suas observações e reflexões sobre a mediocridade intelectual e mundana que o rodeia e a suas aventuras no universo em que vive.

## Enredo
A história deste livro é narrada por um gato adotado por um professor mal-humorado e decadente de uma Tóquio do início do século XX, Chinno Kushami. O felino acompanha as conversas de seu amo com seus amigos e visitas, e apresenta um retrato da sociedade japonesa à época, com seus rígidos protocolos e as contradições da mistura entre os valores tradicionais e as novidades recém-importadas do ocidente. Mais do que um romance, esta obra se apresenta como uma crônica de costumes e uma crítica, bem-humorada e sempre ácida, da Era Meiji, que coincide com a restauração da monarquia e o fim da política isolacionista em vigor nos dois séculos do período feudal antecedente, à qual Soseki, com sua estética então inovadora, tentava se contrapor.
Todos os personagens passam pelo crivo do felino que leva o leitor a uma jocosa aventura, chamando-o para ser seu cúmplice na tarefa de desvendar o trágico cinismo interior de cada personagem e seu mundo repleto de mesquinhez, mentiras, vaidades e desolação. Muitas vezes trazendo para o texto ideias de escritores e filósofos do passado ou contemporâneos, Soseki propõe uma reformulação do modo japonês de escrever e pensar, a partir do contato com o pensamento e os costumes do Ocidente.

## Desenvolvimento
Originalmente, a história de Eu Sou um Gato foi apresentada por Sōseki a um grupo de leitura organizado pelo editor da revista literária Hototogisu, Takahama Kyoshi. No início, Sōseki pretendia escrever apenas um conto que, posteriormente, constituiu o primeiro capítulo da sua obra. Takahama, no entanto, queria publicar a história em sua revista e sugeriu várias alterações, incluindo a mudança do título de Crônica de um gato para Eu sou um gato. Com a primeira publicação, em 10 de janeiro de 1905, os leitores clamaram por mais, encantados com sua inteligência e leveza do toque, em contraste com a seriedade obstinada da ficção naturalista. Sōseki passou a publicar as continuações nas edições seguintes, até a conclusão da história em agosto de 1906.
O título do livro, em sua língua original, usa uma forma de tratamento muito mais adequada a uma classe superior, transmitindo uma grandiloqüência e auto-importância com uma intenção irônica e satírica, já que o falante, um gato doméstico antropomorfizado, é um gato doméstico comum.

## Adaptações
- Wagahai wa neko de aru (1936)
- Wagahai wa neko de aru (1975)
- Wagahai wa neko de aru (1982)